# عقعق أوراسي
العقعق الأوراسي أو الأوروبي أو المألوف أو المعروف (الاسم العلمي: Pica pica) طائر من فصيلة الغُرابيات ينتشر في نطاق واسع في أوروبا وآسيا، وتجعل منه كسوته ذات اللون الأبيض والأسود وذيله الطويل سهل التمييز في نطاقه وهو طائر مُتكيف مع عدة موائل مثل الغابات المكشوفة والأحراج وأراضي الشُّجيرات غير أنه يستوطن المناطق السكنية والحدائق العامة أيضًا.
يُعد العقعق الأوراسي من أكثر الطيور ذكاءً، ويعتقد أنه أحد الحيوانات الأكثر ذكاءً بصفة عامة. واتساع حجم منطقة مخ الطائر لديه تساوي تقريبًا الحجم النسبي الموجود في البَعام (الشمبانزي) وإنسان الغاب والبشر.

## التصنيف
وصف عالم الطبيعة السويسري كُنراد غِسنر هذا العقعق ورسمه في كتابه تاريخ الحيوان (باللاتينية:Historiae animalium) عام 1555. في 1758 أدرج كارولوس لينيوس هذا النوع في طبعته العاشرة من كتابه نظام الطبيعة وأعطاه الاسم العلمي(Corvus pica). نقل العقعقَ إلى جنس منفصل باسم (pica) عالمُ الحيوان الفرنسي ماثورن بريسون في عام 1760. (pica) هي الكلمة اللاتينية المعهودة لهذا الطائر.
يكاد يكون العقعق الأوراسي مُطابقًا للعقعق الأمريكي في المظهر (الاسم العلمي: pica hudsonia) وكان هاذان النوعان في وقت من الأوقات يُعدان نوعًا واحد،ًا ولكن في عام 2000، قررت جمعية علم الطيور الأمريكية فصل العقعق الأمريكي إلى نوع مستقل بناءً على دراسات الصوت والسلوك التي أشارت إلى أن العقعق الأمريكي أقرب إلى العقعق أصفر المنقار ‏ (الاسم العلمي: Pica nuttalli) منه من العقعق الأوراسي.
للعقعق الأوراسي ست نُويعات:
- النُوَيعة العَقعقية (P. p. pica): تنتشر في الجزر البريطانية وجنوب الدول الإسكندنافية وشرقا إلى روسيا، وجنوبًا إلى البحر الأبيض المتوسط، وتركيا بما في ذلك معظم الجزر.
- النُوَيعة الفِنورومية (P. p. fennorum): تنتشر في شمال إسكندنافية وشمال غرب روسيا.
- النُوَيعة الظهراء (p. p. melanotos): تنتشر في شبه الجزيرة الإيبيرية.
- النُوَيعة البكتريانية (P. p. bactriana): تنتشر في شرق سيبيريا إلى بحيرة بَيقال، وجنوبا إلى القوقاز والعراق وإيران وآسيا الوسطى وباكستان.
- النُوَيعة العصماء (P. p. leucoptera): تنتشر في جنوب روسيا وشمال الصين.
- النُوَيعة الكَمشَتكية (p. p. camtschatica): تنتشر في شمال بحر أوخوتسك، وشبه جزيرة كامشاتكا في أقصى شرق روسيا.

وكان للعقعق الأوراسي 4 نُويعاتٍ أُخرى، ولكنها فُصلت منه وجُعِلت أنواعًا مستقلةً وهي:
- العقعق المغاربي (pica mauritanica): ينتشر في المغرب الجزائر وتونس.
- العقعق العسيري (pica asirensis): يستوطن منطقة عسير جنوب السعودية وهو مهدد بالإنقراض.
- العقعق الشرقي (Pica serica): ينتشر في شرق وجنوب الصين وتايوان وشمال ميانمار وشمال لاوس وشمال فيتنام.
- العقعق أسود العجز (pica bottanensis): ينتشر في غرب ووسط الصين.

## الوصف

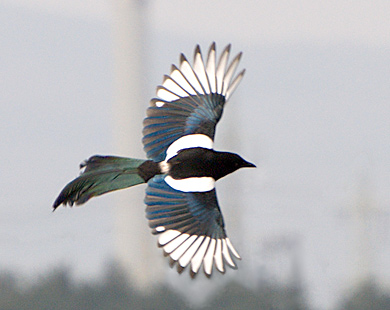
عقعق أوراسي أثناء الطيران

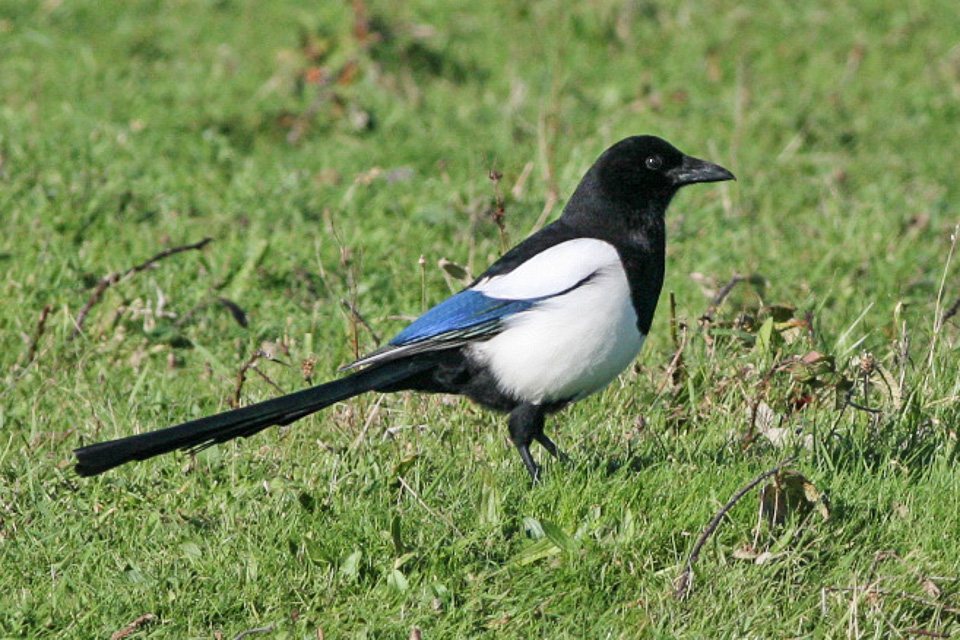
عقعق أوراسي في المملكة المتحدة

طائر مُتوسط الحجم وطويل الذيل يُراوح طوله بين 46 و50 سم وباع جناحه من 56 و61 سم أما وزنه فيُراوح عند الذكور من 185 و245 غم وعند الإناث من 160 و240 غم. تمتلك البوالغ رأسًا وصدرًا وظهرًا وكُسعةً سوداء ذات لمعان أخضر أو بنفسجي، والجناحان والذيل زرقاء مُخضرة. ريش الكتفين أبيض والقوادم بيضاء ذات حواف داكنة تظهر عند الطيران والبطن بيضاء. الذيل طويل ومتدرج ذوشريط من اللمعان البنفسجي بالقرب من طرفه. العيون بنية داكنة والساقان والقدمان والمنقار سود. الجنسين متشابهان، لكن الذكور تكبُر الإناث قليلًا. الطيور اليافعة تُشبه البالغة جدًا لكن كِسوتها قليلة اللمعان والأجزاء السوداء أعتمُ والذيل أقصر. للعقعق الأوراسي طيران مباشرة بضربات جناح ثابتة وبطيئة. طيرانه أضعف من الغرابيات الأخرى، وغير مستقر إلى حد ما بسبب ذيله الطويل، ويطير متموجًا بين الأشجار.
النداء الشائع للعقعق الأوراسي عقعقة خشنة «تشاك تشاك تشاك تشاك». يكون الصوت أصخبَ حينما تجتمع العقاعق في أسراب، وتُصدر صوت «ماج» بسرعة من الأنف. «ماج ماج» أو «ياك ياك ياك».

## التوزع والموطن

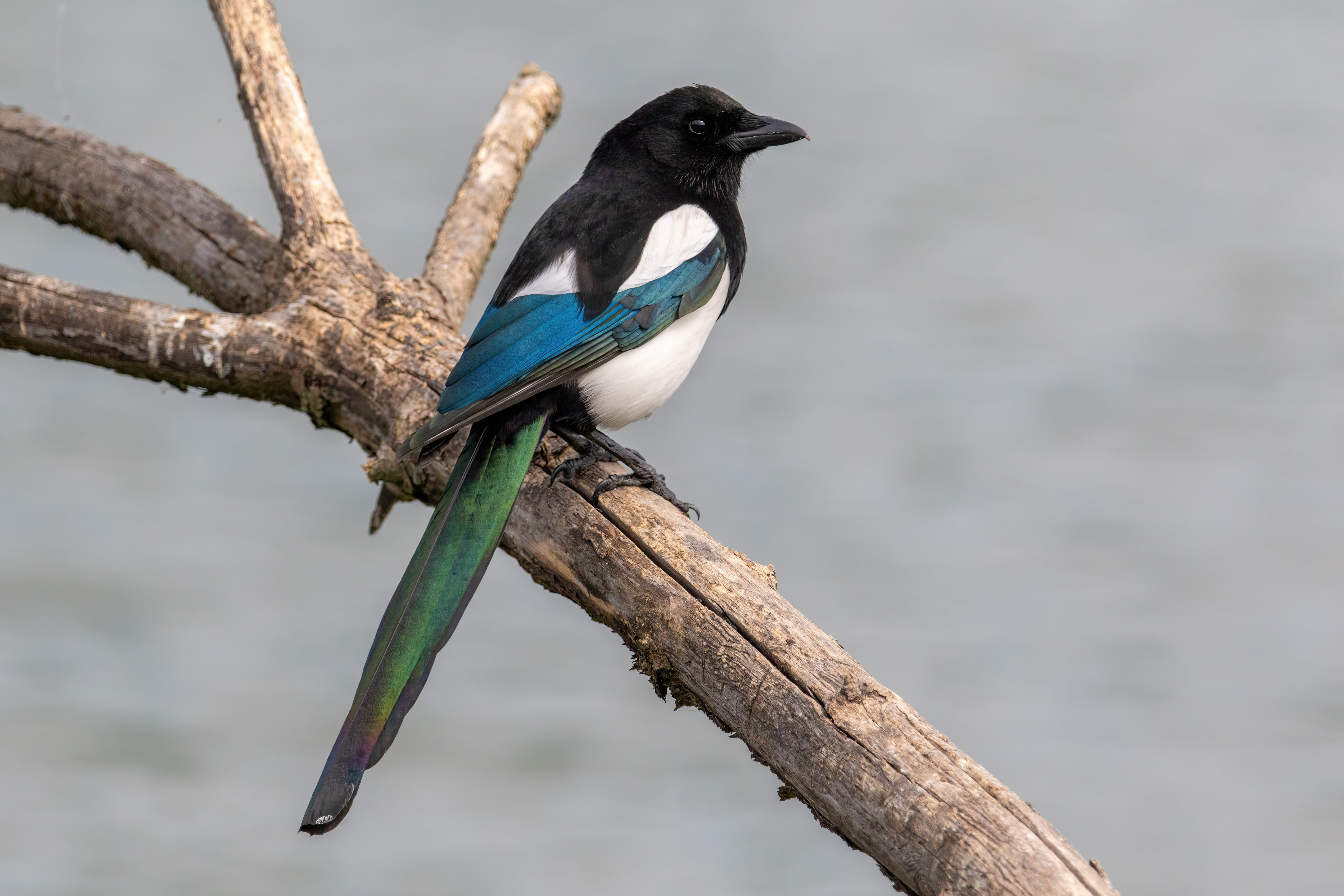

يمتد نطاق انتشار العقعق الأوراسي عبر أوراسيا المعتدلة من البرتغال وإسبانيا وإرلندا غربًا إلى شبه جزيرة كَمجَتكا شرقًا. الموائل المفضلة تضم الأرياف المكشوفة ذات الأشجار المتناثرة والأراضي الزراعية، والغابات وأراضي الشُّجيرات. وعادة ما يتجنب العقعق المناطق الخالية من الأشجار والغابات الكثيفة. تُفرخ أحيانًا تفريخًا كبيرًا في الضواحي مثل المتنزهات والحدائق. غالبًا ما يمكن مشاهدته بالقرب من وسط المدن.
تعتاد العقاعق الإقامة بالقرب من مناطق تفريخها وقضاء الشتاء فيها، لكن الطيور التي تعيش بالقرب من الحد الشمالي لمداها في السويد وفنلندا وروسيا قد تنتقل جنوبًا عند مواسم الشتاء القاسية.

## السلوك والبيئة

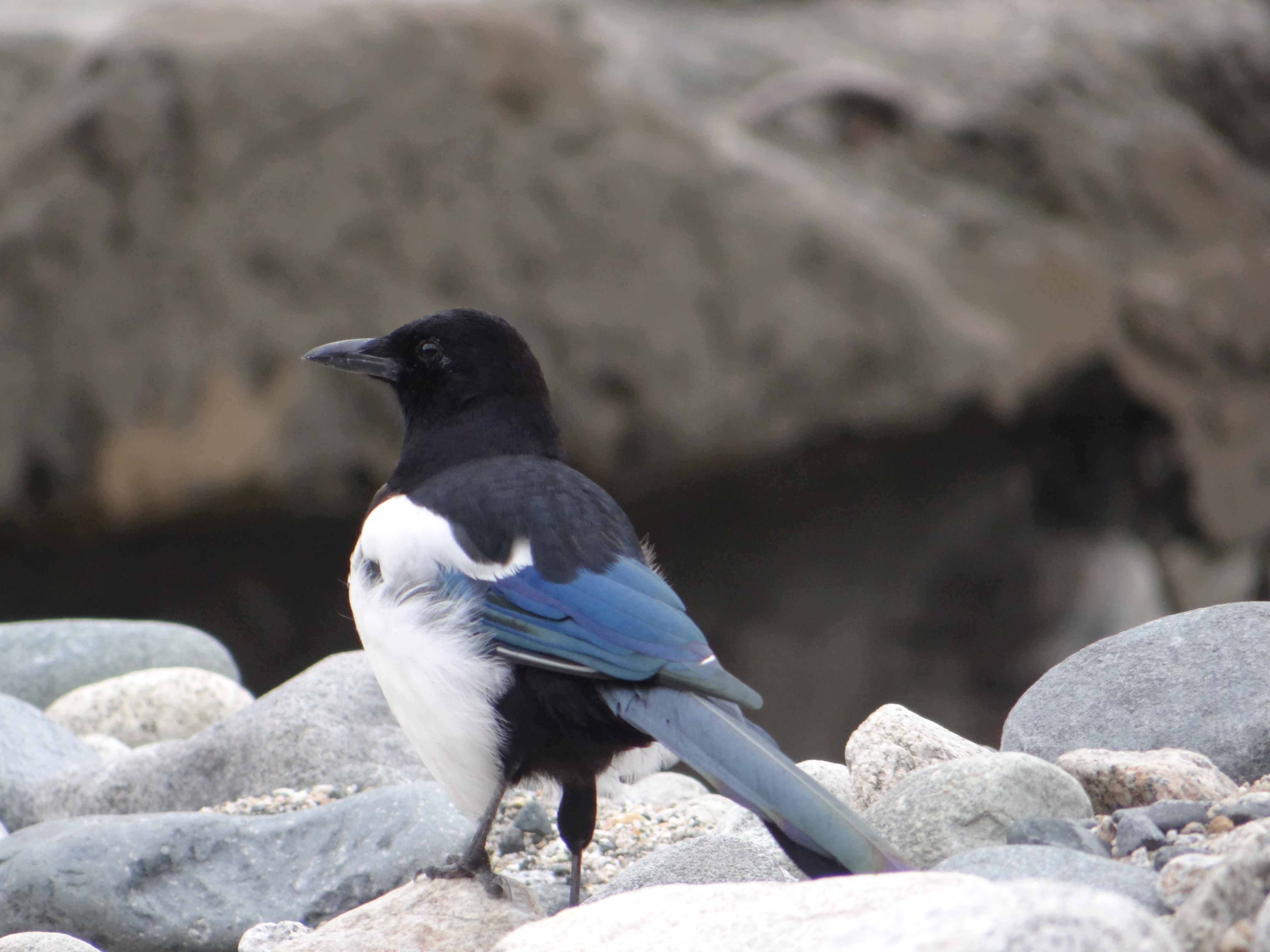
النويعة البكتريانية في لداخ

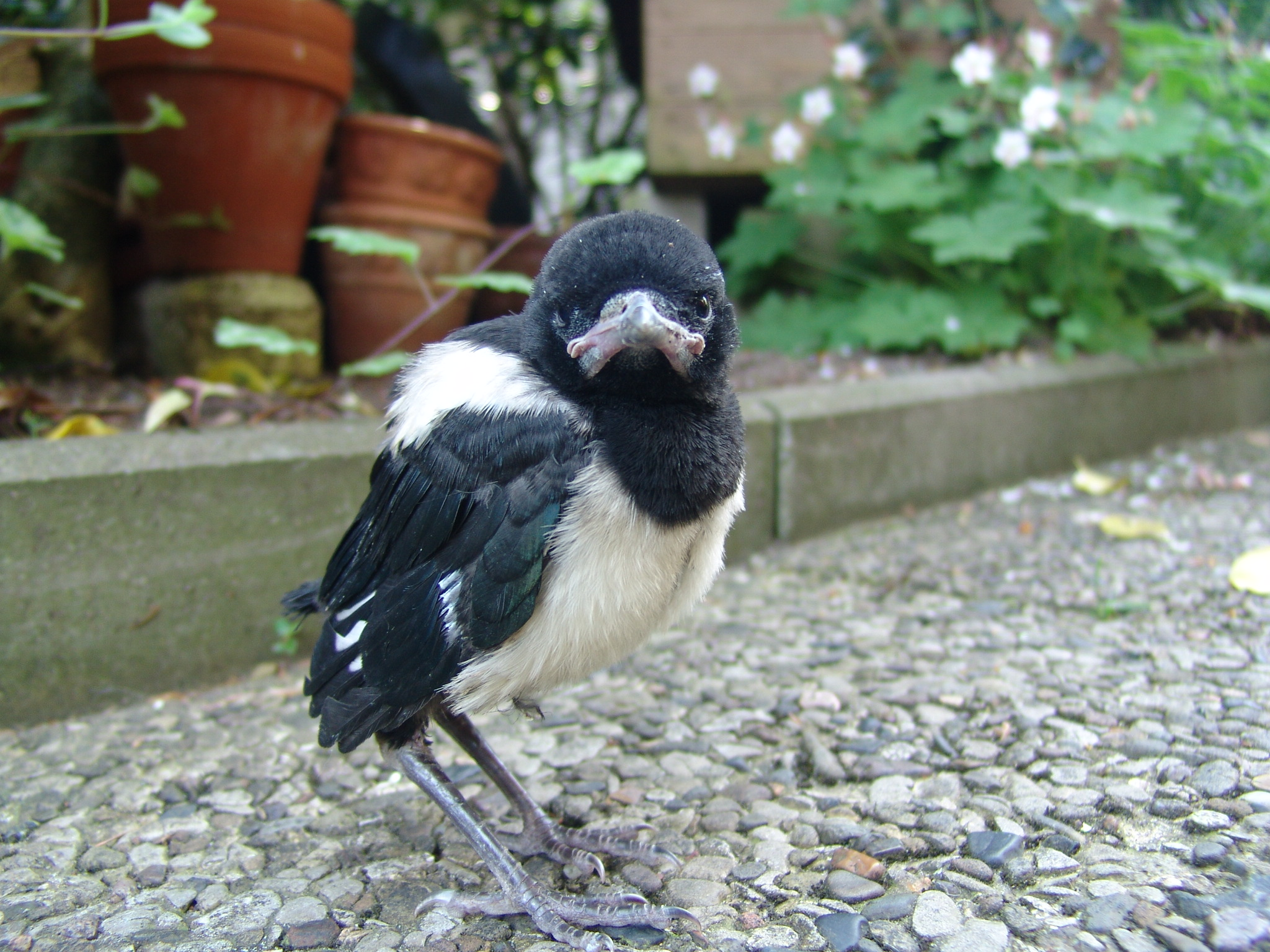
عقعق تريش حديثًا

### التفريخ

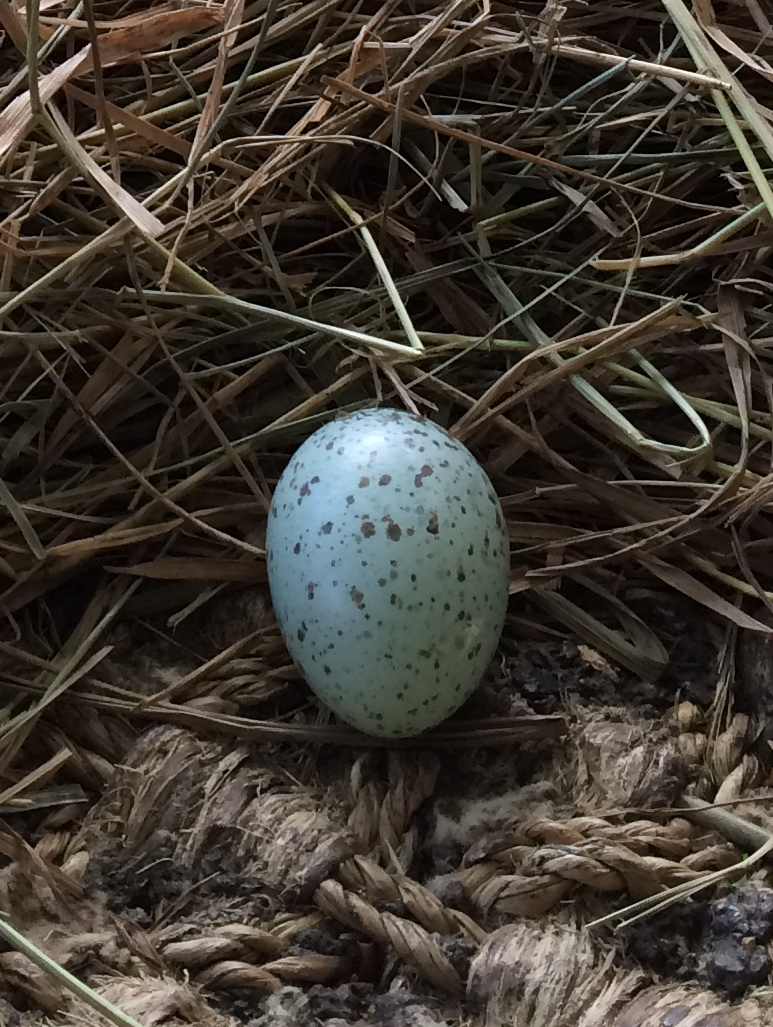
بيضة العقعق الأوراسي

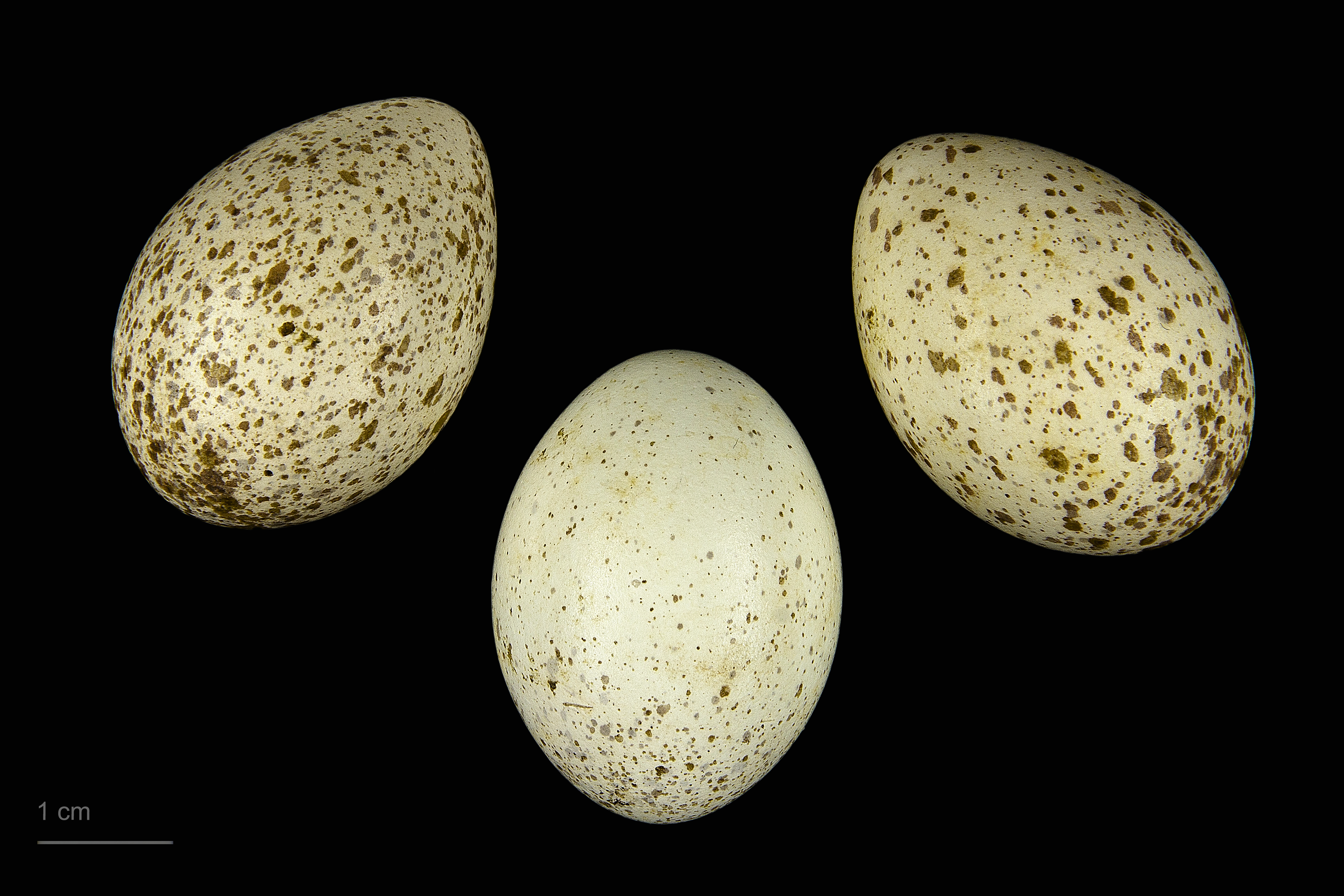
بيض النُويعة العقعقية

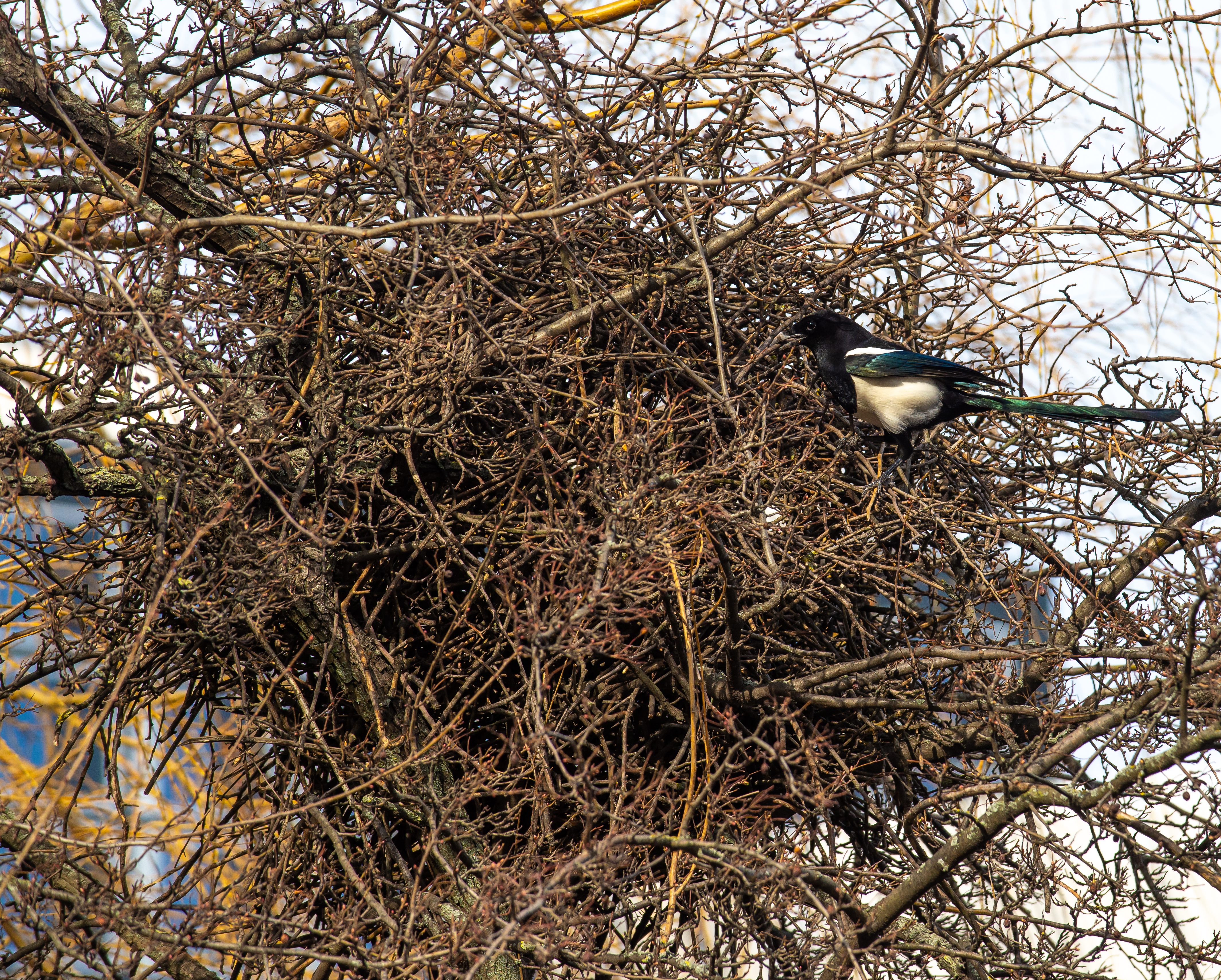
عش العقعق.

تُفرخ بعض العقاعق عند بلوغ عامها الأول، في حين يبقى بعضها الآخر في أسراب غير مُفرخة وتُفرخ عند بلوغها عامها الثاني. العقاعق الأوراسية أحادية التزاوج، وغالبًا ما تبقى الأزواج معًا من موسم تفريخ إلى آخر. ويحوزن نفس المنطقة لسنوات متتالية عمومًا.
التزاوج يحدث في الربيع. في عرض المغازلة، تنصب الذكور ريش رؤسها وتُخفضه بسرعة، وترفع ذيولها وتفردها وتُغلقها مثل المراوح، وتُطلق أصوات ناعمة تختلف تمامًا عن ندائاتها المعتادة. ريش الجوانب الفضفاف يُغطي القوادم، وتُنشر رقعة الكتف البيضاء بحيث يكون اللون الأبيض واضحًا، لجذب الإناث على الأرجح. تتبع الطيران البهلواني القصيرة والمطاردات.
يفضل العقعق الأشجار الباسقة لعشه الضخم، حيث يُثبته بقوة بالتشعب المركزي في الفروع العُليا. يَدعم إطار العصي بالتراب والطين، وبطانة منه مغطاة بجذور دقيقة. في أعلاه قبة قوية لكنها مبنية بناءً فضفاضًا بالأغصان الشائكة ولها مدخل واحد مخفي جيدًا. تظهر هذه الأعشاش الضخمة واضحةً عند سقوط أوراق الأشجار. عندما تكون الأشجار نادرة، وحتى في المناطق المُشجرة جيدًا، تَبني الأعشاش أحيانًا في الشجيرات والأسيجة النباتية.
تَضع في أوروبا الحضنةَ الأولى في أبريل/أيار عادةً، وعادةً ما تحتوي على خمس أو ست بيضات، ولكن وُثِّقت حضنات تحتوي على عدد قليل من البيض لا يزيد عن ثلاث بيضات وعدد كبير يصل إلى عشرة. يوضع البيض في الصباح الباكر، وعادة على فترات يومية  حجم بيض النويعة العقعقية في المتوسط 33.9 مم على 23 مم وتزن 9.9 غم. وهي صغيرة نسبةً لحجم الطائر، وعادة ما تكون ذات لون أخضر مزرق شاحب، تُخالطها بقع ولطخان قريبة من اللون البني الزيتوني، ولكنها تظهر تباينًا كبيرًا في الأرض والعلامات.
تحضن الأنثى البيض مدة 21-22 يومًا والتي يطعمها الذكر في العش. الفراخ عاجزة وتحتاج عناية، وتفقس شبه عارية وأعينها مغلقة. تحضنهم الأم مدة 5-10 أيام الأولى ويطعمهم كلا الوالدان. في البداية يأكل الوالدان حُوَّيصلات بِراز الفراخ، ولكن مع نمو الفراخ، تتبرز على حافة العش. تفتح الفراخ أعينها بعد 7 إلى 8 أيام من الفقس. يبدأ ريش الجسم في الظهور بعد نحو 8 أيام وريش الجناح الرئيسي بعد 10 أيام. و تتسلق الفراخ الأغصان القريبة عدةَ أيام قبل أن يصبحوا مستعدين لمغادرة العش. تتريش بعد 27 يومًا تقريبًا. يستمر الوالدان في إطعام الفراخ عدة أسابيع أخرى. وتحميها من المفترسات، حيث أن قدرتها على الطيران ضعيفة، ما يجعلها عرضة للخطر. في المتوسط، لا تصمد سوى 3 أو 4 فراخ على قيد الحياة لتتمكن من التريش. تُفقد بعض الحضنات بسبب الحيوانات المفترسة، ولكن أحد العوامل المهمة التي تسبب موت الفراخ هو الجوع. يفقس بيض العقعق فقسًا غير متزامن، وإذا واجه الوالدان صعوبة في العثور على طعام كافٍ، فمن غير المرجح أن تبقى آخر الفراخ التي تفقس على قيد الحياة. تُربى حضنة واحدة فقط سنويًا، ما لم تُفقد بالحضنة الأولى.

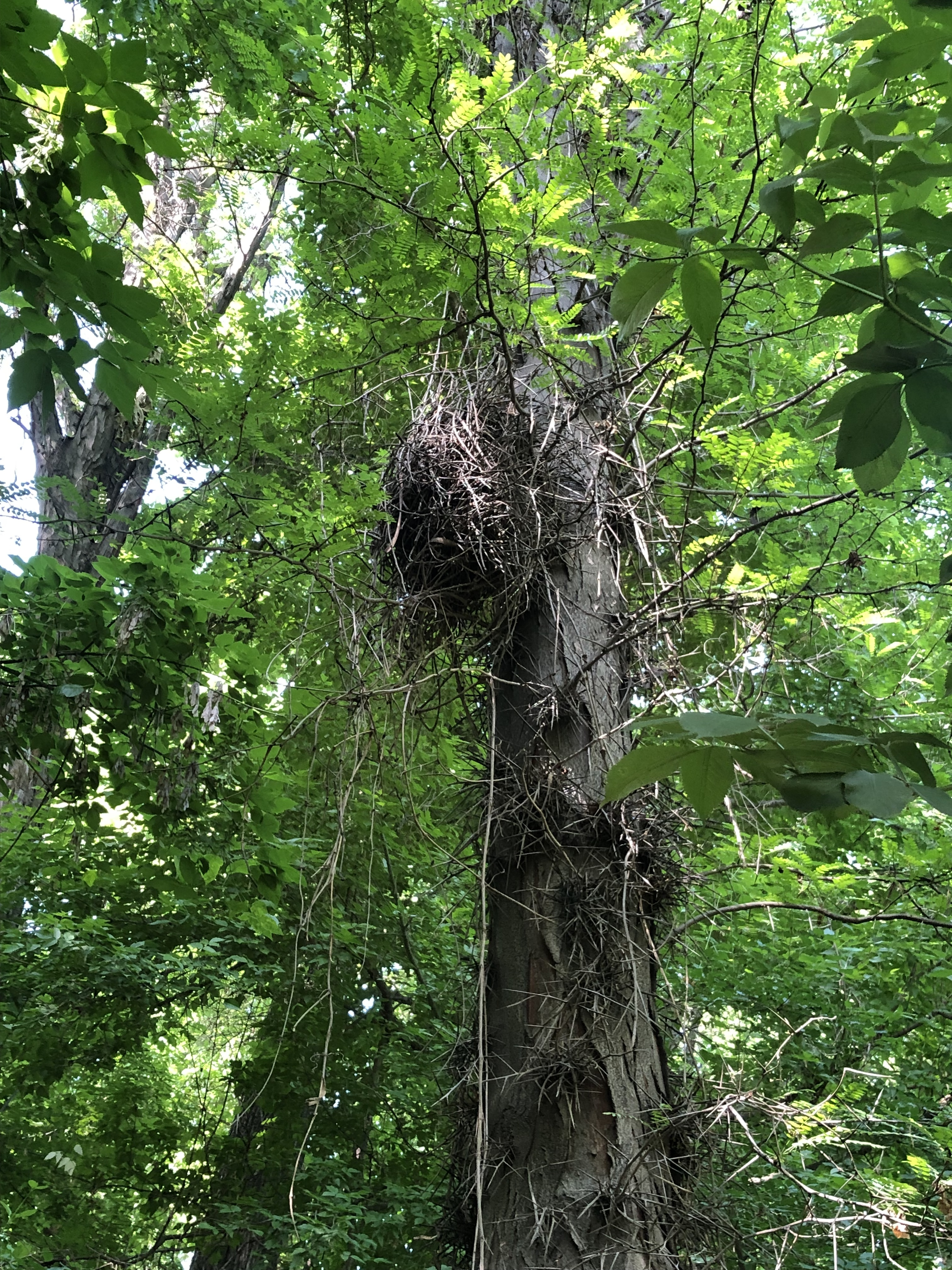
عش صنعه العقعق الأوراسي.

وجدت دراسة أجريت بالقرب من شفيلد في بريطانيا، باستخدام الطيور مُحجلة بحلقات ملونة في سيقانها، أن 22٪ فقط من الفراخ تمكن لها البقاء على قيد الحياة في عامها الأول. وفي السنوات اللاحقة، كان معدل البقاء على قيد الحياة للطيور البالغة 69%، ما يعني أنه بالنسبة لتلك الطيور التي نجت في السنة الأولى، كان متوسط العمر الإجمالي 3.7 سنين. أقصى عمر مُوثق لعقعق أوراسي هو 21 عامًا و8 أشهر لطائر من منطقة قريبة من كوفنتري في إنجلترا حُجِّل في عام 1925 وأطلقت النار عليه في عام 1947.

### التغذية
العقعق الأوراسي قارت، ويتغذى أساسًا على الحشرات. ولكنه يستهلك بذور الصنوبريات بعد فترة التفريخ أيضًا. قد يأكل التوت والمكسرات والبذور الأخرى في الشتاء. والعقاعق تأكل الجيف وفراخ الطيور الأخرى وبيضها والقوارض الصغيرة. غالبًا ما تتبع العقاعق الماشيةَ حيث تجلس الطيور على ظهورها وتلتقط القراد وغيرها من الطفيليات. يغلب أن تبحث عن الغذاء على الأرض. غالبًا ما تخزن العقاعق الطعام، حيث تُحدث ثقبًا صغيرًا بمنقارها في الأرض، وتتقيأ الطعام فيه. ثم تُغطي الحفرة مدة يوم أو يومين، ثم تستخدمها فيما بعد.

### الذكاء
يُعتقد أن العقعق الأوراسي ليس من بين أكثر الطيور ذكاءً فقط، ولكن من بين أكثر الحيوانات ذكاءً أيضًا. إلى جانب الزاغ الزرعي، فإن حجم نيدوباليوم للعقعق الأوراسي هو تقريبًا نفس الحجم النسبي لتلك الموجودة في البعام (الشمبانزي) والبشر وأكبر بكثير من الجبون. مثل الغرابيات الأخرى، مثل الغربان والزيغان، فإن إجمالي نسبة كتلة الدماغ إلى الجسم تساوي معظم القردة العليا والحيتانيات. تشير مراجعة أجريت عام 2004 إلى أن ذكاء عائلة الغرابيات التي ينتمي إليها العقعق الأوراسي يعادل ذكاء القردة العليا (البونوبو والغوريلا والسِّعلاء) من حيث الإدراك الاجتماعي والتفكير السببي والمرونة والخيال والتنقيب.
وقد لوحظ أن طائر العقعق منخرط في طقوس اجتماعية متقنة، ربما تتضمن التعبير عن الحزن. لقد أُثبت أن العقاعق الأوراسية نجحت في التعرف إلى الذات في المرآة، مما يجعلها إحدى من الأنواع القليلة المعروفة التي تمتلك هذه القدرة.

## حالة الحفظ
ينتشر العقعق الأوراسي عبر نطاق واسع للغاية. يقدر عدد الجمهرة الأوروبية بين 7.5 و19 مليون زوج، ويقدر إجمالي الجمهرة العالمية بين 46 و228 مليون فرد. الأعداد في أوروبا مستقرة منذ عام 1980. لا يوجد دليل على أي انخفاض خطير في الأعداد، لذلك صنف الاتحاد الدولي لحفظ الطبيعة هذا النوع نوعًا غير مهدد.

## وصلات خارجية
- European Magpie videos, photos & sounds on the Internet Bird Collection
- Ageing and sexing (PDF) by Javier Blasco-Zumeta